# Marie-José Nat
Marie-José Nat, eredeti neve: Marie-José Benhalassa (Bonifacio, Korzika, 1940. április 22. – Párizs, 2019. október 10.) francia színésznő.

## Élete
Fotómodellként és manökenként dolgozott. 1958 óta tv-ben és színházban is játszott. 1956-tól szerepelt filmekben.

## Magánélete
Férje Michel Drach volt.

## Filmjei
- Bűn és bűnhődés (1956)
- Nők klubja (1956)
- Adj egy lehetőséget (1957)
- Eiffel torony árnyékában (1959)
- A francia nő és a szerelem (1960)
- Igazság (1960)
- A fenyegetés (1960)
- A hét főbűn (1962)
- Szentimentális utazás (1962)
- Amélie, avagy a szerelem ideje (1962)
- Házasélet I.-II. (1963)
- Les belles conduites (1964)
- Egy fehér ruhás nő naplója (1965)
- Dákok (1966)
- Gyémántvadászat (1966)
- A pária (1969)
- Ópium és bot (1970)
- Élise avagy az igazi élet (1970)
- Embass (1972)
- Dis-moi que tu m'aime (1974)
- A bál hegedűi (1974)
- Befejezett múlt (1977)
- Anna (1981)
- Engedetlenség (1982)
- Litan (1982)
- Rio Negro (1990)
- A hírszerző nyomoz (1990)
- Le nombril du monde (1993)
- Terre indigo (1995)
- Deux mamans pour Noël (1997)
- Les marmottes (1998)
- Életvonat (1998)
- Vágyak földje (1998)
- Colette, egy szabad asszony (2004)

## Díjai
- A cannes-i fesztivál legjobb női alakítás díja (1974)
- Karlovy Vary-i Nemzetközi Filmfesztivál (1978)

## További információ
- Marie-José Nat a PORT.hu-n (magyarul)
- Marie-José Nat az Internetes Szinkronadatbázisban (magyarul)
- Marie-José Nat az Internet Movie Database-ben (angolul)
- Marie-José Nat a Rotten Tomatoeson (angolul)
- Marie-José Nat az AlloCiné weboldalán (franciául)
- Marie-José Nat Profile. Famousfix.com. (Hozzáférés: 2023. február 1.)